# ناحیه أولاد بن عبد القادر
ناحیه أولاد بن عبد القادر (به عربی: دائرة أولاد بن عبد القادر) یک ناحیه در الجزایر است که در استان الشلف واقع شده‌است.